# 小澤太郎 (政治家)
小澤 太郎（おざわ たろう、1906年（明治39年）5月24日 - 1996年（平成8年）2月16日）は、日本の政治家。山口県知事（2期）、衆議院議員（4期）、参議院議員（1期）。

## 経歴
1906年（明治39年）山口県萩市にて生まれる。再興旧制官立山口高等学校を卒業し、1930年（昭和5年） 東京帝国大学法学部英法科を修了。のちに台湾総督府に勤務。総督官房文書課長、同人事課長、警務局警務課長などを歴任する。
1948年（昭和23年）山口県副知事に就任。1953年（昭和28年）山口県知事に初当選を果たす。1957年（昭和32年）山口県知事に2期目当選。
1960年（昭和35年）知事任期途中で辞職し、第29回衆議院議員総選挙に旧山口2区から自由民主党公認で立候補し当選（4期）。のちに法務政務次官、環境政務次官、行政管理政務次官などを歴任した。1977年（昭和52年） 第11回参議院議員通常選挙に山口地方区から自由民主党公認で立候補し当選（1期）し、参議院懲罰委員長を務めた。1983年（昭和58年）政界引退した。
1996年（平成8年）2月16日死去、89歳。死没日をもって従五位から従三位に叙される。

## 人物
趣味は、東洋蘭栽培・ゴルフ・柔道・乗馬。

## 栄典
- 1981年（昭和56年） - 勲一等瑞宝章（勲五等からの昇叙）[1][3]
- 1996年（平成8年） - 従三位

## 知事在任中のおもな業績
- 1956年（昭和31年） - ラジオ山口開局、全国植樹祭開催、佐波川ダム完成。
- 1957年（昭和32年） - 出光興産製油所が旧徳山海軍燃料廠跡地に竣工。
- 1958年（昭和33年） - 3ヶ月間のアメリカ視察、ブラジルの日系移民などを訪問。
- 1959年（昭和34年） - 山口県文書館 （日本最初の公文書館） と秋吉台科学博物館が開館。
- 米軍が秋吉台で爆撃訓練を予定していることを知った小澤知事は即座に反対。米軍当局と「世界的な遺産である秋吉台を破壊するな」と粘り強く交渉し、ついに爆撃訓練を中止させた。秋吉台科学博物館はその副産物といえる。

## 家族・親類
- 田中義一（陸軍大将、首相）の娘婿であり、田中龍夫（山口県知事、衆議院議員）の義弟。
- 子の弁護士小沢克介も元衆議院議員（日本社会党、当選3回）で、山口県知事選に新党さきがけ推薦で立候補した（ただし知事選は落選）。
- 甥は映画監督の小澤啓一。

## 著書
- 『南北あめりか便り』（鴻ノ峰書房、1959年)